# 볼티모어 클리퍼스
| 볼티모어 클리퍼스 |                                                                                           |
| 콘퍼런스          |                                                                                           |
| 디비전            | 이스트 디비전 (1962년~1969년) 웨스트 디비전 (1969년~1973년) 사우스 디비전 (1973년~1976년) |
| 설립연도          | 1962년                                                                                    |
| 해체연도          | 1976년                                                                                    |
| 역사              | 볼티모어 클리퍼스 (1962년~1976년)                                                         |
| 경기장            | 볼티모어 시빅 센터                                                                        |
| 연고지            | 메릴랜드주 볼티모어                                                                       |
| 상징색            | 검정, 오렌지, 하양                                                                        |
| 구단주            |                                                                                           |
| 단장              |                                                                                           |
| 감독              |                                                                                           |
| NHL 제휴          |                                                                                           |
| ECHL 제휴         |                                                                                           |
| 정규시즌 우승     | 1 (1971)                                                                                  |
| 콘퍼런스 우승     |                                                                                           |
| 디비전 우승       | 3 (1971, 1972, 1974)                                                                      |
| 칼더 컵           |                                                                                           |
| 영구 결번         |                                                                                           |

볼티모어 클리퍼스(Baltimore Clippers)는 미국 메릴랜드주 볼티모어를 연고지로 하여 1967년부터 1976년까지 AHL에 소속되었던 아이스 하키팀이다.

## 역대 홈경기장
| 볼티모어 클리퍼스  |               |          |                     |      |
| 경기장             | 사용기간      | 수용인원 | 장소                | 비고 |
| 볼티모어 시빅 센터 | 1962년~1977년 | 14,000명 | 메릴랜드주 볼티모어 | 빈칸 |